# Chasselay (Isère)
Chasselay ist eine französische Gemeinde mit 429 Einwohnern (Stand: 1. Januar 2022) im Département Isère in der Region Auvergne-Rhône-Alpes (vor 2016 Rhône-Alpes). Sie gehört zum Arrondissement Grenoble und zum Kanton Le Sud Grésivaudan.

## Geographie
Die Gemeinde Chasselay liegt im Hügelland nordwestlich der Isère am Fluss Vézy, etwa 31 Kilometer westnordwestlich von Grenoble. Umgeben wird Chasselay von den Nachbargemeinden Brion im Norden, Serre-Nerpol im Osten, Varacieux im Süden  sowie Roybon im Westen.

## Bevölkerung
| Jahr                       | 1962 | 1968 | 1975 | 1982 | 1990 | 1999 | 2006 | 2013 | 2021 |
| -------------------------- | ---- | ---- | ---- | ---- | ---- | ---- | ---- | ---- | ---- |
| Einwohner                  | 322  | 287  | 258  | 262  | 304  | 341  | 411  | 418  | 415  |
| Quellen: Cassini und INSEE |      |      |      |      |      |      |      |      |      |

## Sehenswürdigkeiten
- Kirche Saint-Pierre
- Kapelle Saint-Alban im Ortsteil La Faitas
- Wehrhaus von Chasselay aus dem 14. Jahrhundert